# Darfurkonflikten

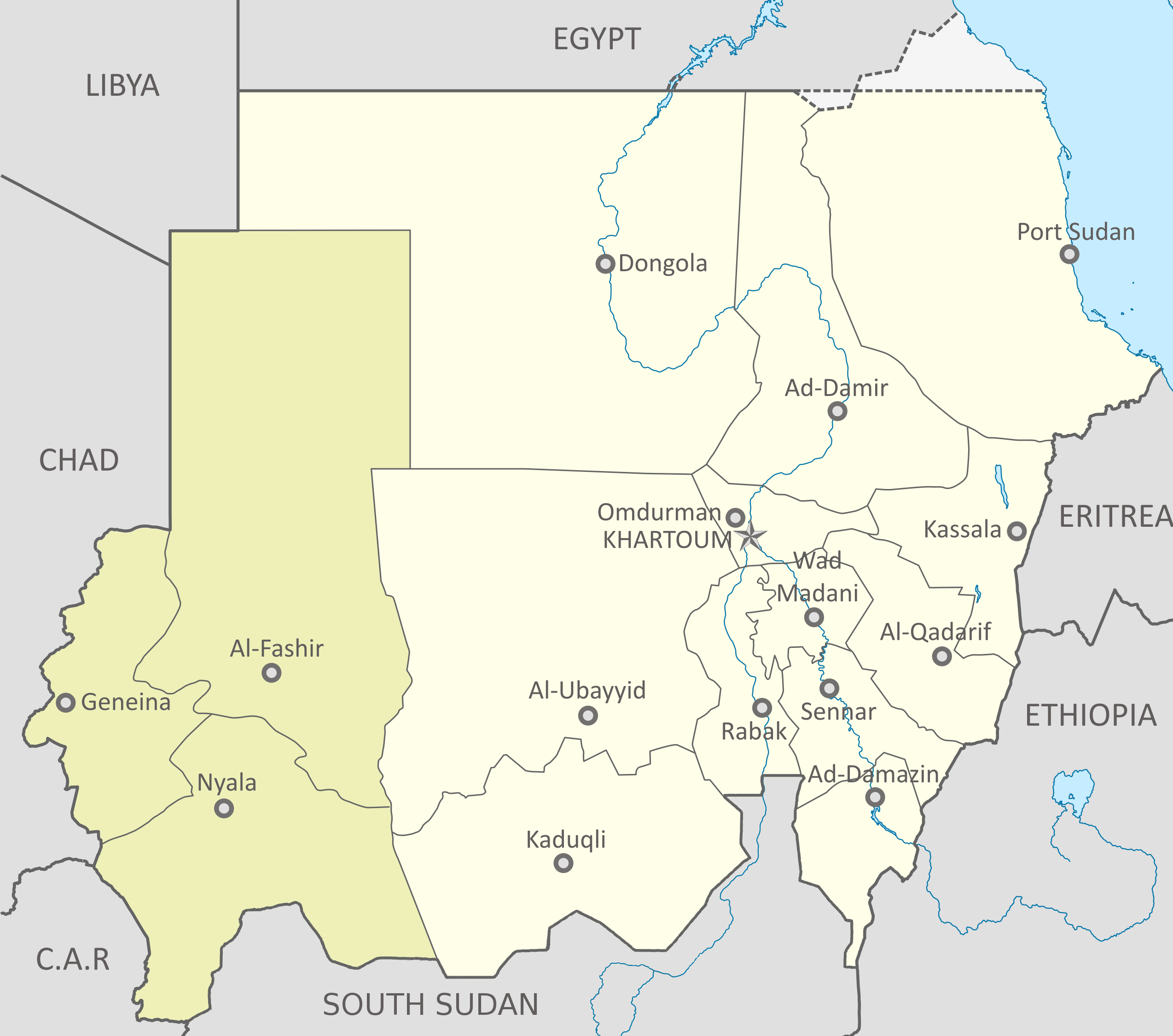
Darfurs läge i Sudan efter Sydsudans självständighet 2011.

Darfurkonflikten är en väpnad konflikt som sedan 2003 pågår i Darfur i Sudan, mellan de afrikanskdominerade rebellgrupperna Sudans befrielsearmé (SLA) och Justice and Equality Movement (JEM) som den ena parten, och den arabiskdominerade Janjawidmilisen stöttad av sudanesiska regeringsstyrkor som den andra parten. Detta har lett till oerhörda lidanden för den civila befolkningen och troligen har mellan 250 000 och 350 000 människor dött i det som betecknas som folkmord och tre miljoner var i mitten på 2000-talet i direkt beroende av nödhjälp utifrån.

## Bakgrund
Darfur (Dar Fur eller furfolkets land) ligger i västra Sudan och har en yta som är något större än Sveriges – cirka 510 000 km², vilket motsvarar över en fjärdedel av Sudans totala yta på 1,85 miljoner km². Darfur gränsar i nordväst till Libyen, i väster till Tchad, i sydväst till Centralafrikanska republiken, i söder/sydöst till Sydsudan och i öster och i nord till Sudan. Regionen utgörs av tre delstater – Norra, Västra och Södra Darfur. Befolkningen i Darfur var i mitten på 2000-talet cirka 7 miljoner – jämfört övriga Sudans cirka 28 miljoner.
Den etniska situationen i området är svårdefinierad. Befolkningen utgörs av å ena sidan nomader i norr som betraktar sig som etniska araber och å andra sidan bönder i söder som betraktar sig som etniska afrikaner. Traditionellt har dessa etniska huvudgrupper klassats som araber respektive svarta. De etniska araberna utgörs i sin tur av huvudsakligen baggarer och de etniska afrikanerna av framförallt de tre folkgrupperna fur, zaghawa och masaalit. Gränsen mellan araber och afrikaner är dock flytande och blandäktenskap och uppblandningen mellan grupperna är omfattande.  Konflikten har av de inblandade ändå tagit sig rasistiska uttryck, i vilket araberna menat sig vara rasmässigt överlägsna. Oavsett folkgrupp bekänner sig alla i området till islam. Rebellgruppen SLA emotsätter sig dock landets sharialagar.

## Parter och oförenlighet
Parterna i Darfurkonflikten är å ena sidan rebellgrupperna SLM/A (Sudan Liberation Movement/Army) och JEM (Justice and Equality Movement), å andra sidan Sudans regering tillsammans med Janjawidmilisen. Rebellgrupperna SLM/A och JEM består i huvudsak av bofasta jordbrukande "afrikaner" från folkgrupperna furer och zaghawa. Regeringssidan representerar den boskapsskötande nomadiserande "arabiska" sidan. Janjawidmilisen har där sitt ursprung i inbördeskrigets Tchad från och med slutet av 60-talet, då libyska och tchadiska styrkor på darfurisk mark beväpnade dessa grupper – ofta bestående av kriminella och fängelsefångar – som sedan kom att bli Janjawid, eller "de onda ryttarna".
Sekundära parter till konflikten är på rebellsidan den oppositionsrörelse som finns runt om i hela Sudan, och som för alla sina folk kräver mer inflytande. Där ingår även den eritreanska regimen, liksom ett visst stöd från Libyen och från president Idriss Déby i Tchad. Det bör dock noteras att Tchad i början av konflikten istället bistod Sudans regering. På regeringssidan utgörs de sekundära parterna av de arabiska länder som stödjer Sudans regerings sak om ett mer arabiserat land, till exempel, åtminstone tidigare, Libyen och "arabiska" motståndsrörelser i Tchad. Mer indirekta sekundära parter är Ryssland som säljer vapen och flygplan till Sudan vilka används i konflikten, samt Kina som importerar 4–7 procent av sin olja från Sudan.
Maktrelationen mellan parterna är asymmetrisk i det att regeringen sitter på regeringsmakten och förfogar över långt större militära och ekonomiska resurser än rebellerna. Även när hänsyn tas till de sekundära parterna i konflikten blir förhållandet asymmetriskt, till exempel på grund av Rysslands och Kinas inflytande via FN:s säkerhetsråd.
Oförenligheten mellan de båda parterna rör sättet på vilket regeringsmakten ska utövas. Rebellrörelsen är inte ute efter att vinna självständighet från Sudan, utan är endast intresserat av att få större inflytande i regeringen och på den nationella politiken samt få ett slut på den utfrysning de anser afrikanska darfurier utsatts för under lång tid. Regeringssidan står för en defensiv linje i den mening att den vill bevara status quo, medan rebellrörelsen står för en offensiv linje eftersom den vill förändra den rådande maktbalansen i landet.
Sedan fredsavtalet i Abuja i Nigeria den 5 maj 2006 har en omstrukturering skett på rebellsidan. I det sen tidigare splittrade SLA – bestående av i huvudsak de två grupperna SLA/MM (under ledning av Minni Arkou Minawi) och SLA/AW (under ledning av Abdel Wahid Mohamed Nur) – var det där bara SLA/MM som skrev under fredsavtalet från rebellrörelsens sida. JEM och SLA/AW vägrade skriva under och har sen dess gått ihop i NRF, National Redemption Front.

## Konfliktens orsaker

### Historisk kontext
Darfur har existerat som ett sultanat ända sedan slutet av 1300-talet och har utgjorts av en komplex blandning av olika folkgrupper och traditioner med både afrikanska och arabiska kännetecken. Darfur har även varit en av knutpunkterna för den omfattande slavhandel som förekommit i Afrika i troligen tusentals år, och det var främst afrikaner i Darfur som blev slavar, aldrig araber. Mellan 1874 och 1898, under det turko-egyptiska Sudan samt under Mahdistupproret, förlorade Darfur tillfälligt sin självständighet, återvann självständigheten igen under det anglo-egyptiska Sudan från 1898, men förlorade den återigen tills vidare från 1916 – först till britterna, och sen från 1956 till Sudan då Sudan blev självständigt.
Darfur har under perioderna av icke-självständighet präglats av negligering och vanstyre vare sig det varit brittiskt eller självständigt sudanesiskt styre vid makten. Detta syns tydligt än idag då till exempel hälsoinrättningar per capita jämförs med andra delar av Sudan. En viktig faktor här är förstås det auktoritära styrelseskick som rått i Sudan i princip ända sedan självständigheten, med en försvagad press, ett svagt civilt samhälle och svårigheter för människor och politiska grupper i Darfur att göra sig hörda.
Vidare har Darfur i flera decennier under andra halvan av 1900-talet utgjort basen för inbördeskriget i Tchad där även Libyen varit en central aktör. Detta inbördeskrig har  – förenklat beskrivet –  även det handlat om motsättningar mellan nomadiserande araber i norr och bofasta afrikaner i söder och har i stora stycken utkämpats just på darfurisk mark eller med hjälp av grupper ur den darfuriska befolkningen. Så tog till exempel den idag sittande presidenten i Tchad, Idriss Déby (tillhörande folkgruppen zaghawa av afrikanskt ursprung), makten 1990 med hjälp av sina gelikar i Darfur. På detta sätt har de få objektiva skillnader som funnits mellan folkgrupperna i Darfur förstärkts, och en högre grad av etnifiering och polarisering har på så sätt byggts upp.
Under 1980-talet uppstod också konflikter direkt mellan etniska grupper i området. En afrikansk rebellrörelse ställde furer mot araber med anledning av att furerna menade att deras intressen förbisågs av den arabiska regeringen, och att deras motstånd lett till angrepp från regeringsstödd, arabisk milis. Araberna menade däremot att furerna nekade dem den mark och det vatten som deras nomadiserande livsstil krävde.
Sen 1970-talet har det även blivit allt vanligare med torrår i Darfur. Detta ledde 1984 till en allvarlig svältkatastrof där troligen mer än 100 000 människor miste livet. Orsakerna till denna svältkatastrof hade givetvis även att göra med vanstyret från den sudanesiska regeringens sida.
Detta historiska sammanhang utgör en strukturell ram för att kunna förstå utvecklingen av själva konflikten. Från det grundläggande människoförakt som rått ända sedan slavhandeln; via den ökade polarisering mellan afrikaner och araber som varit en följd av dels den sudanesiska nord-regimens negligerande av Darfur, dels det utnyttjande som området utsatts för av Tchad och Libyen; till en ökad befolkning och ett förändrat klimat som ytterligare skärpt villkoren och underlättat ytterligare polarisering.

### Geografisk kontext
I ett rumsligt sammanhang, kan konflikten i Darfur inte endast förstås ur ett lokalt perspektiv; konflikten har även kopplingar till den inrikespolitiska situationen i Sudan, den regionala situationen i Sudans angränsande länder inklusive alla arabländer samt den globala internationella politiken.
Den inrikespolitiska situationen i Sudan består i en auktoritär regering ledd av diktatorn Umar Hassan Ahmed al-Bashir som försöker hålla ihop ett land där flera andra regioner i landet riskerar att få uppleva samma form av uppror som i Darfur. Sedan fredsavtalet 2005 mellan Sudans regering och Sudanesiska folkets befrielsearmé (SPLM/A (motståndsrörelsen i södra Sudan) slöts, har risken ökat för att fler utbrytargrupper vill, om inte söka självständighet, så i alla fall få större inflytande i den sudanesiska regeringen. För att detta inte ska lyckas statuerar regeringen ett exempel med Darfur. Vissa hävdar även att konflikten i Darfur bröt ut just på grund av den pågående fredsförhandlingen med SPLM/A, antingen för att de darfuriska rebellrörelserna såg sin chans, eller för att de ansåg sig bortglömda i fredsprocessen. Det har också funnits en överhängande risk att vapen som inte längre används i den forna konflikten i södra Sudan skulle spridas till de stridande grupperna i Darfur – något som också redan hänt och som troligen bidragit till att konflikten förvärrats.
Den regionala situationen i Sudan med angränsande länder består i ett arabiskt-politiskt dominerat Sudan med uppbackning från övriga arabländer, där till exempel Arabförbundet låtit bli att kritisera Sudan för förbrytelserna i Darfur. I Tchad finns fortfarande spår av inbördeskriget kvar med en egen rebellrörelse som stöttas av Sudans regering och med en president som har sina rötter i Darfurs folkgrupp zaghawa; denna spänning späs ytterligare på av de stora flyktingströmmar som följt i Darfurkonfliktens kölvatten. I Eritrea stöttar regimen aktivt rebellrörelserna i Sudan. Afrikanska unionen har som regional aktör sedan 2004 försökt medla i konflikten och har även bidragit med fredsstyrkor till området, dock med alltför små resurser.
På global nivå finns Sudans ökade betydelse som oljeexporterande land, framförallt i förhållande till Kina. Kina stödjer dessutom Sudan direkt med vapen och militär utrustning och har även byggt upp vapenfabriker inne i Sudan. Vidare finns även Ryssland med som aktör, genom försäljning av flygvapen till Sudan. Eftersom både Kina och Ryssland är permanenta medlemmar i FN:s säkerhetsråd, borgar detta för ett handlingssvagt FN. Sudans regering ser även en FN-styrka i Darfur som en västerländsk aggression mot landet och även Al-Qaida har uttalat sig fördömande angående en sådan FN-styrka. Konflikten i Darfur får då en ny internationell dimension mellan väst och öst; paralleller kan dras med anfallen mot Afghanistan 2001 och Irak 2003. Indirekt påverkar även USA:s inblandning i Irak genom att USA nu inte har råd med ytterligare en intervention. Generellt innebär västs ökade isolering av Sudan bara att landet vänder sig till andra länder och att möjligheten för västländer och FN att påverka utvecklingen i Darfur minskar.

## Konfliktens utveckling och karaktär

### Konfliktens utveckling

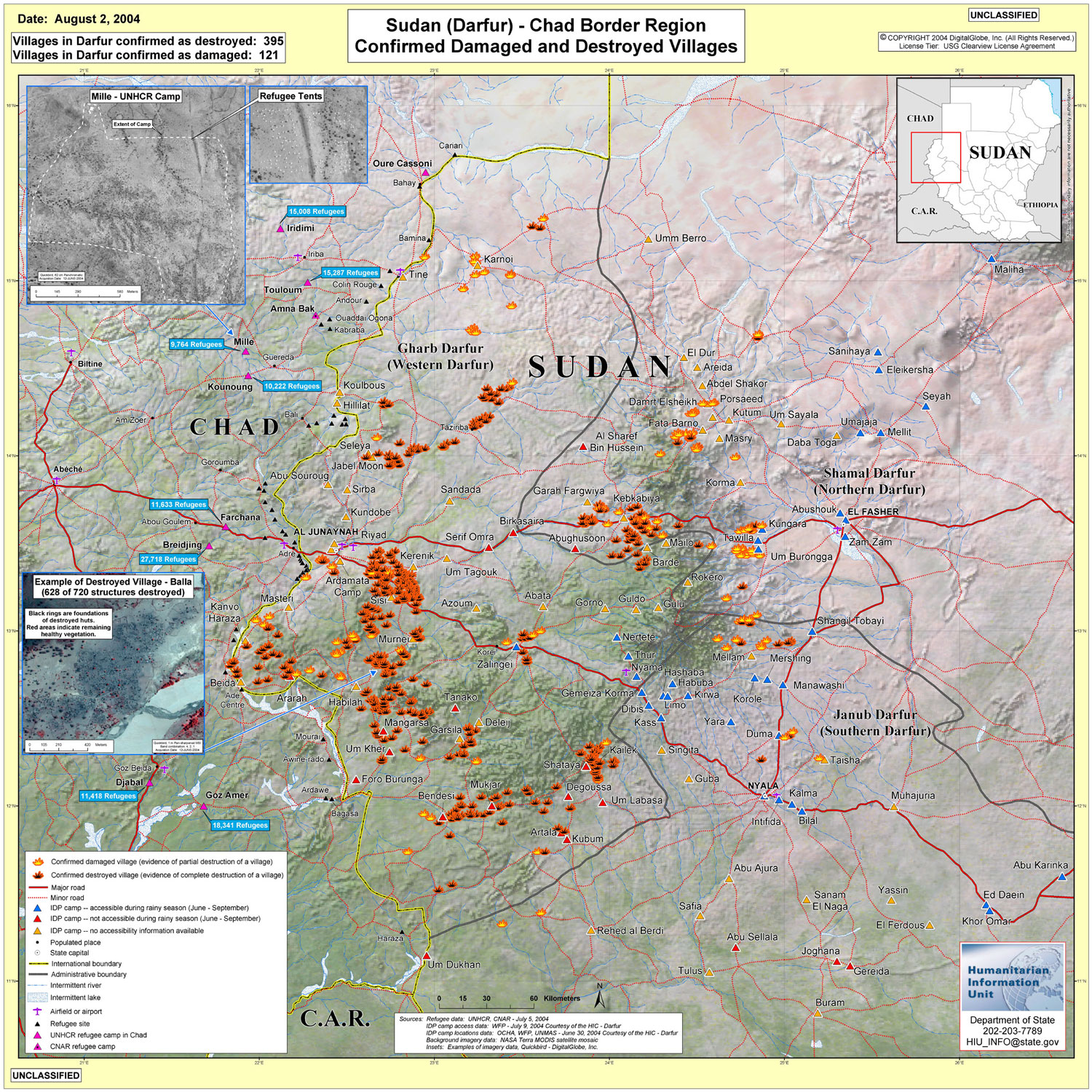
Karta över förstörda byar i augusti 2004.
Källa:Digital Globe, Inc. och USA:s utrikesdepartement.

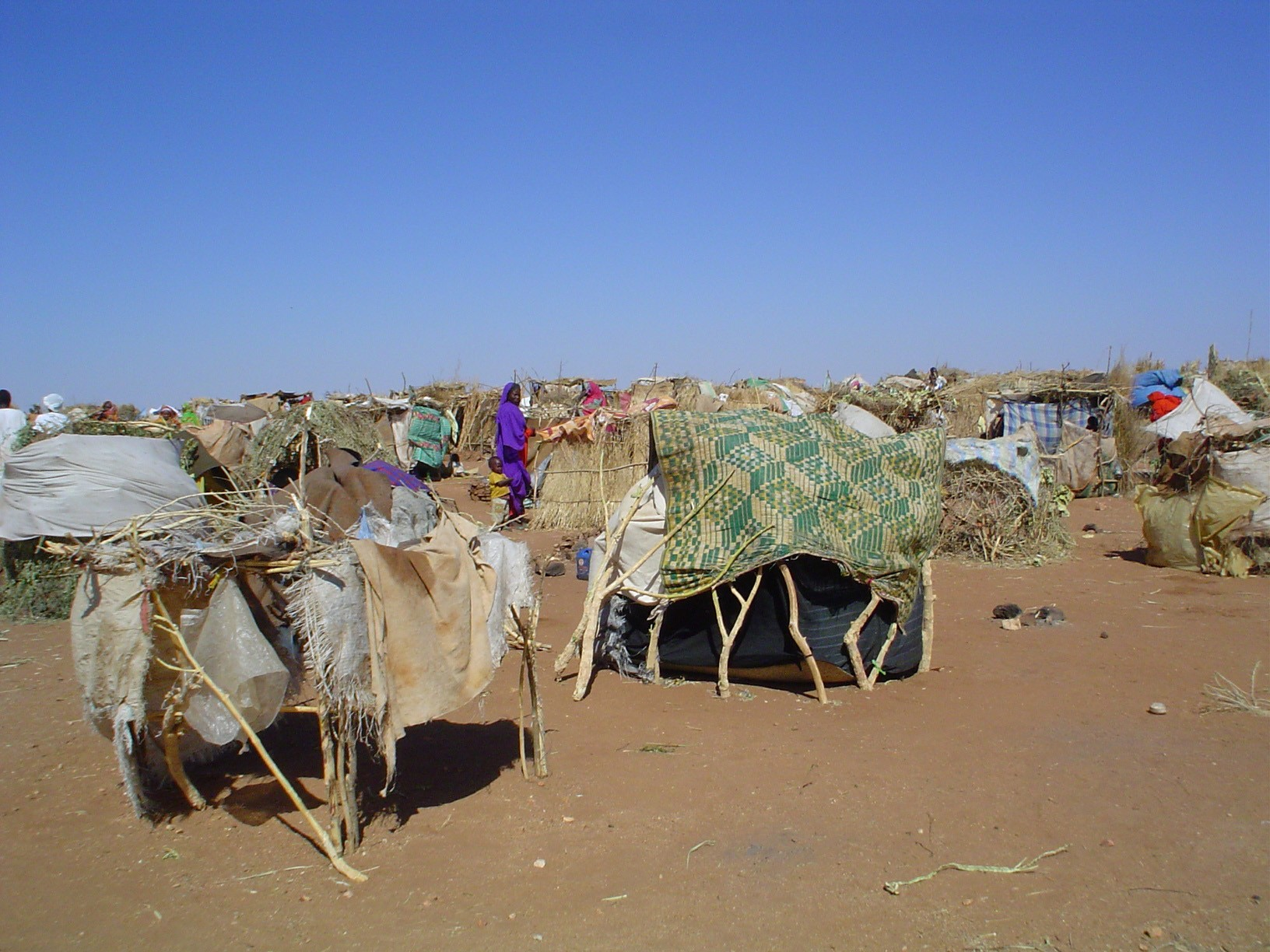
Läger för internflyktingar (IDP) i Darfur.

Från rebellrörelsens sida tog sig oförenligheten mellan regeringens och rebellernas syn på hur Sudan borde styras, väpnade uttryck i februari 2003. Rebellerna intog då bland annat flygplatsen i Norra Darfurs provinshuvudstad Al Fashir och sprängde ett antal ryska Antonov-bombflygplan. Sen dess har det förekommit strider i större eller mindre omfattning mellan rebellrörelser och regeringsstyrkor med ett maximum under 2004. Spänningen till grannlandet Tchad har också ökat som konsekvens av konflikten och under 2005 och 2006 har inbördeskriget i Tchad delvis åter väckts till liv, troligen beroende på bland annat Sudans uppbackning av rebellrörelsen i Tchad. Den oroliga situationen har även medfört risk för spridningseffekter till Centralafrikanska republiken och strider har förekommit mellan rebellrörelserna.
I maj 2006 slöts ett fredsavtal i Abuja mellan regeringen och SLA/MM-fraktionen. Men under hösten 2006 trappades ändå oroligheterna upp, nu mellan regeringssidan och de rebellgrupper under beteckningen NRF som inte skrivit under avtalet. FN beslutade i augusti 2006 om en resolution kallad 1706 för att få till stånd en FN-styrka som skulle utöka den alltför svaga styrka på 7 000 man under AU:s kontroll som sedan tidigare försökt övervaka konflikten. För att Kina inte skulle motsätta sig resolutionen och lägga in veto krävdes dock att en klausul lades till. Denna klausul krävde Sudan-regeringens godkännande för att kunna förverkligas, och detta utnyttjade Sudan under hösten 2006 och våren 2007 genom att vid ett upprepat antal tillfällen ge olika bud huruvida man kunde tänka sig att godkänna en sådan FN-styrka.
I juni 2007 verkade det dock som om ett genombrott skedde, kanske delvis beroende på det ökade tryck USA stått för genom hot om sanktioner mot Sudan och hård kritik av Kinas undfallande roll i landet. Man enades då om att en styrka på upp emot 20 000 man från både FN och AU skulle övervaka konflikten  från och med 2008. En viktig uppgift var dock att försöka få regeringen och de olika rebellgrupperna – som har växt till ett tiotal – att återigen börja förhandla om fred. Denna uppgift leddes av FN:s särskilda sändebud för Darfur, Jan Eliasson. Den 27 oktober 2007 inleddes fredssamtal mellan företrädare för Sudans regering och några av rebellgrupperna i Gaddafis födelsestad Sirte i Libyen. Flera andra rebellgrupper bojkottade samtalen.
Sverige erbjöd sig, tillsammans med Norge den 4 oktober 2007, att utöka bidraget till FN:s insats UNAMID i Darfur med ett ingenjörsförband som  under en tidig fas av insatsen i Darfur skulle vara behjälplig med att bygga upp nödvändig infrastruktur. Detta blev motarbetades dock aktivt av Sudans regering, vilket gjorde att den svenska regeringen den 9 januari 2008 tog tillbaka erbjudandet.

### Karaktär och konsekvenser
Som en följd av konflikten har nu troligen mellan 200 000 och 300 000 människor mist livet och minst 2 miljoner människor lever som internflyktingar i Sudan eller som flyktingar i Tchad. Även hjälporganisationerna har blivit hårt utsatta samt fått flera hjälparbetare dödade och ett flertal hjälporganisationer har lämnat området eller lagt ner sin verksamhet. Detta hotar i sin tur att leda till en ännu större humanitär katastrof för den stora mängden flyktingar. Flyktinglägren kan i sig själva också bidra till ett förvärrande av konflikten, eftersom de på grund av den desperata situation som råder där, lätt kan innebära en radikalisering av de olika grupperna i lägren och därmed ökad risk för våld.
Vad gäller regeringssidans del i konflikten är det osäkert vad som faktiskt utförts av regelrätta regeringsstyrkor eller vad som utförts av den regeringsstödda Janjawidmilisen. Med relativt stor säkerhet går det dock att hålla Janjawidmilisen ansvarig för dödandet av oskyldiga och civila, samt för fördrivandet och plundrandet av hela byar. Dessa plundringståg har troligen genomförts genom att först låta regeringsstyrkor urskillningslöst bomba byar med Antonov-plan varefter Janjawidmilisen kunnat gå in och bränna ner byarna och mörda eller fördriva byinvånarna.
Viktigt är också att lyfta fram den terror i form av våldtäkter som Janjawid utsätter kvinnor i byar eller flyktingläger för. Ofta sker våldtäkterna i samband med att kvinnorna går ut utanför flyktinglägren för att samla in ved. I intervjuer med familjer i flyktinglägren, framkommer att den enkla orsaken till att man skickar ut kvinnorna istället för männen för att samla in ved är att männen riskerar att bli dödade – "kvinnorna blir bara våldtagna."
FN har utfärdat sanktioner mot ett antal individer, men har på grund av framförallt Kinas och Rysslands motstånd, sedan andra halvan av 2006 inte lyckats få igenom fler sanktioner. Internationella brottmålsdomstolen har sedan slutet på 2005 startat ett antal utredningar som i februari 2007 ledde till att ett antal enskilda individer pekades ut som misstänkta för krigsförbrytelser.